# Joseph-Anne-Luc Falcombelle de Ponte d'Albaret
Joseph-Anne-Luc Falcombelle de Ponte d'Albaret (né à Perpignan le 18 octobre 1736, mort à Turin le 20 mai 1800) est un ecclésiastique qui est le dernier évêque de Sarlat, de 1777 à 1790.

## Biographie
Joseph-Anne-Luc Falcombelle est issu d'une famille noble d'origine piémontaise établie en France sous le règne de Louis XIV. Né à Perpignan, il étudie à Louis-le-Grand puis au séminaire Saint-Sulpice. Docteur en théologie, il devient vicaire-général de l'évêque de Châlons-sur-Marne. Il est nommé évêque de Sarlat en 1777 ; confirmé le 15 décembre, il est consacré en janvier par Antoine-Éléonor-Léon Leclerc de Juigné, alors encore évêque de Châlons.
Pas plus que Emmanuel-Louis de Grossoles de Flamarens, l'évêque de Périgueux, il n'est élu député aux États généraux de 1789. Le diocèse de Sarlat étant supprimé par la constitution civile du clergé, il n'est pas contraint à prêter de serment et il demeure dans sa ville car il s'est fait élire maire de Sarlat et siège pendant un an et six mois (1790-1792). Il se retire à Paris où il est contraint de demander la protection de Pierre Pontard, l'évêque constitutionnel du département de la Dordogne, qui est également député à l'Assemblée législative. Après Thermidor, il revient à Sarlat mais il est finalement contraint à l'émigration. Il se retire d'abord à Pignerol puis à Turin en 1796. C'est là qu'il meurt le 20 mai 1800.